# 于龙
于龙（法語：Huiron，法語發音：[ɥiʁɔ̃]）是法国马恩省的一个市镇，属于维特里勒弗朗索瓦区。

## 地理
于龙（48°42'8"N, 4°32'28"E）面积13.28 平方千米，位于法国大東部大區马恩省，该省份为法国东北部内陆省份，北起阿登省，西北接埃纳省，西南接塞纳-马恩省，南至奥布省，东南接上马恩省，东临默兹省。
与于龙接壤的市镇（或旧市镇、城区）包括：格拉讷、库尔德芒日、弗里尼库尔、安博维尔、松皮。

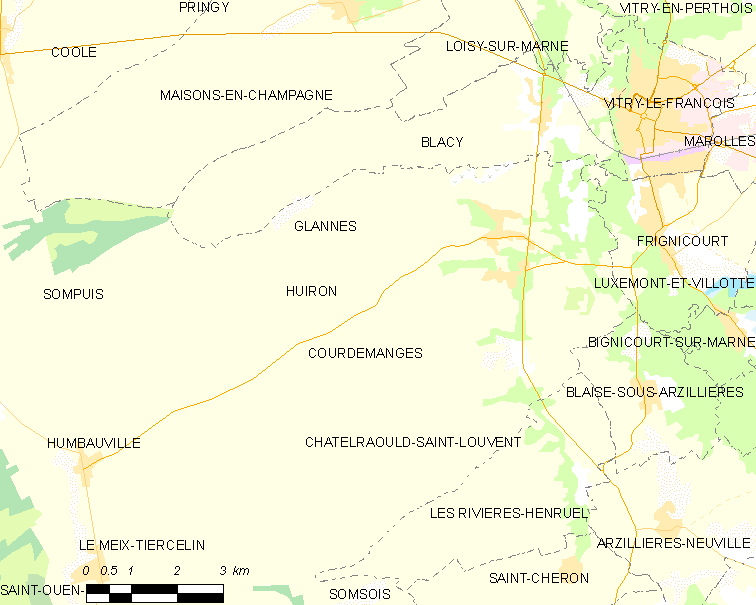
于龙的OSM定位图

于龙的时区为UTC+01:00、UTC+02:00（夏令时）。

## 行政
于龙的邮政编码为51300，INSEE市镇编码为51295。

## 政治
于龙所属的省级选区为维特里勒弗朗索瓦-香槟-代尔县。

## 人口

1962-2008年间于龙人口变化图示

于龙于2022年1月1日时的人口数量为302人。